# Нагай
Нагай (англ. Nagai Island) — один из крупных островов Шумагинской группы, Аляска, США.

## География
Расположен в Аляскинском заливе, к югу от полуострова Аляска. Протяженность острова — 50 км.

## История
Именно здесь 31 августа 1741 года умер от цинги моряк из команды «Святого Петра» (Вторая Камчатская экспедиция) Никита Шумагин, именем которого названы острова. Впервые нанёс на карту в 1836 году российский адмирал Фёдор Литке.